# Herbert Plank
Herbert Plank (ur. 3 września 1954 w Vipiteno) – włoski narciarz alpejski, brązowy medalista mistrzostw świata i brązowy medalista olimpijski.

## Kariera
Pierwszy sukces w karierze Herbert Plank osiągnął w 1972 roku, kiedy zdobył złoty medal w biegu zjazdowym podczas mistrzostw Europy juniorów w Madonna di Campiglio. W tym samym roku zdobył także swoje pierwsze punkty w zawodach Pucharu Świata, kiedy 24 stycznia 1972 roku w Adelboden zajął 10. miejsce w gigancie. Blisko dwa lata później, 10 grudnia 1973 roku w Val d’Isère po raz pierwszy stanął na podium zawodów tego cyklu, od razu wygrywając zjazd. W siedmiu kolejnych sezonach przynajmniej raz plasował się na podium, odnosząc przy tym jeszcze cztery zwycięstwa: 9 stycznia 1976 roku w Wengen, 18 grudnia 1977 roku w Val Gardena, 22 grudnia 1977 roku w Cortinie d’Ampezzo oraz 4 marca 1980 roku w Lake Louise zwyciężał w zjeździe. W klasyfikacji generalnej najlepsze wyniki osiągnął w sezonie 1977/1978, kiedy był piąty. Ponadto kilkakrotnie stawał na podium klasyfikacji końcowej w zjeździe: w sezonie 1975/1976 był drugi za Austriakiem Franzem Klammerem, a w sezonach 1973/1974, 1974/1975, 1977/1978 i 1979/1980 zajmował trzecie miejsce.
Największy sukces w karierze Włoch osiągnął w 1976 roku, kiedy podczas igrzysk olimpijskich w Innsbrucku zdobył brązowy medal w biegu zjazdowym. W zawodach tych wyprzedzili go jedynie Franz Klammer oraz Bernhard Russi ze Szwajcarii. Na rozgrywanych cztery lata później igrzyskach w Lake Placid w tej samej konkurencji rywalizację zakończył na szóstej pozycji. Były to jedyne starty olimpijskie Planka. Brał także udział w mistrzostwach świata w Garmisch-Partenkirchen w 1978 roku, zajmując dziesiąte miejsce w swej koronnej konkurencji.
Jego syn Andy Plank również jest narciarzem.

## Osiągnięcia

### Igrzyska olimpijskie
| Miejsce | Dzień     | Rok  | Miejscowość | Konkurencja | Czas biegu  | Strata  | Zwycięzca      |
| ------- | --------- | ---- | ----------- | ----------- | ----------- | ------- | -------------- |
| 3.      | 5 lutego  | 1976 | Innsbruck   | Zjazd       | 1:45,73 min | +0,86 s | Franz Klammer  |
| 6.      | 14 lutego | 1980 | Lake Placid | Zjazd       | 1:45,50 min | +1,63 s | Leonhard Stock |

### Mistrzostwa świata
| Miejsce | Dzień       | Rok  | Miejscowość            | Konkurencja | Czas biegu  | Strata  | Zwycięzca      |
| ------- | ----------- | ---- | ---------------------- | ----------- | ----------- | ------- | -------------- |
| 3.      | 5 lutego    | 1976 | Innsbruck              | Zjazd       | 1:45,73 min | +0,86 s | Franz Klammer  |
| 10.     | 29 stycznia | 1978 | Garmisch-Partenkirchen | Zjazd       | 2:04,12 min | +2,19 s | Josef Walcher  |
| 6.      | 14 lutego   | 1980 | Lake Placid            | Zjazd       | 1:45,50 min | +1,63 s | Leonhard Stock |

### Puchar Świata

#### Miejsca w klasyfikacji generalnej
- sezon 1971/1972: 51.
- sezon 1972/1973: 50.
- sezon 1973/1974: 9.
- sezon 1974/1975: 7.
- sezon 1975/1976: 7.
- sezon 1976/1977: 18.
- sezon 1977/1978: 5.
- sezon 1978/1979: 23.
- sezon 1979/1980: 8.
- sezon 1980/1981: 27.

#### Zwycięstwa w zawodach
1. Val d’Isère – 10 grudnia 1973 (zjazd)
2. Wengen – 9 stycznia 1976 (zjazd)
3. Val Gardena – 18 grudnia 1977 (zjazd)
4. Cortina d’Ampezzo – 22 grudnia 1977 (zjazd)
5. Lake Louise – 4 marca 1980 (zjazd)

#### Pozostałe miejsca na podium
1. Garmisch-Partenkirchen – 6 stycznia 1974 (zjazd) – 3. miejsce
2. Wengen – 19 stycznia 1974 (zjazd) – 3. miejsce
3. Sankt Moritz – 15 grudnia 1974 (zjazd) – 2. miejsce
4. Wengen – 11 stycznia 1975 (zjazd) – 2. miejsce
5. Innsbruck – 26 stycznia 1975 (zjazd) – 3. miejsce
6. Val d’Isère – 7 grudnia 1975 (zjazd) – 2. miejsce
7. Schladming – 20 grudnia 1975 (zjazd) – 3. miejsce
8. Val Gardena – 17 grudnia 1976 (zjazd) – 2. miejsce
9. Morzine – 31 stycznia 1977 (zjazd) – 2. miejsce
10. Val d’Isère – 11 grudnia 1977 (zjazd) – 2. miejsce
11. Morzine – 6 stycznia 1979 (zjazd) – 2. miejsce
12. Garmisch-Partenkirchen – 27 stycznia 1979 (zjazd) – 3. miejsce
13. Val d’Isère – 7 grudnia 1979 (zjazd) – 2. miejsce
14. Pra Loup – 6 stycznia 1980 (zjazd) – 2. miejsce
15. Innsbruck – 12 stycznia 1980 (zjazd) – 3. miejsce
16. Innsbruck – 1 lutego 1981 (zjazd) – 2. miejsce